# Tom Donnenwirth
Tom Donnenwirth (Aurillac, 19 januari 1998) is een Frans wielrenner.

## Carrière
In zijn jeugd deed Donnenwirth aan voetbal, sportklimmen en tennis. Na zijn studie in Réunion specialiseerde hij zich in Xterra, een vorm van crosstriatlon, met als hoogtepunt een deelname aan het wereldkampioenschap voor junioren in Hawaï. Pas in 2020, na hij terugkeerde op het Franse vasteland, verlegde hij de focus naar het wielrennen. In augustus 2022 werd hij, achter Stéfan Bennett, tweede in het eindklassement van de Ronde van Guadeloupe. In 2023 sloot hij zich aan bij SCO Dijon, een Franse amateurclub. Namens die ploeg werd hij dat jaar onder meer derde in het eindklassement van de Ronde van de Mirabelle en zeventiende in dat van de Ronde van Montbéliard.
In 2024 maakte Donnenwirth de overstap naar de opleidingsploeg van Decathlon AG2R La Mondiale. Hij werd dat jaar onder meer derde in het eindklassement van de Alpes Isère Tour, vierde in dat van de Ronde van de Ain en, met name door middel van het verzamelen van bonificatieseconden, derde in dat van de Ronde van Groot-Brittannië. In 2025 werd Donnenwirth prof bij Groupama-FDJ. Zijn debuut voor de ploeg maakte hij begin februari met een vijfde plaats in de Muscat Classic.

## Overwinningen
2025
1e etappe Ronde van de Ain

## Ploegen
- 2024 –  Decathlon AG2R La Mondiale Development Team
- 2025 –  Groupama-FDJ